# Chalca
Chalca（チャルカ）は、日本の5人組女性アイドルグループである。

## 概要
2024年10月にデビュー。カメラマンの飛鳥井里奈がプロデュースしており、「自分の撮りたいアイドルを作ろう」という想いをもとに結成された。
Chalcaとは韓国語でカメラのシャッターを切るときの音を表す言葉で「心のシャッターを押したくなる」「一瞬も見逃せない」という意味合いが込められている。また、「革命の先駆者」というコンセプトを掲げて活動している。

## 略歴
2024年
- 2月7日 - プロジェクト決定告知、オーディションの開催告知。
- 2月14日 - オーディション募集開始。
- 9月6日 - グループメンバーの発表。MV「ALL IN」公開。
- 9月13日 - 1st EP 「MIXED UP」を配信リリース。
- 10月5日 - 下北沢シャングリラでデビューライブ「MIXED UP #0」を開催。

2025年
- 4月 - 1stツアー「Howling」を大阪、名古屋、東京の3都市で開催。

## メンバー
| 名前        | よみ            | 生年月日               | 担当カラー | 備考                                                            |
| ----------- | --------------- | ---------------------- | ---------- | --------------------------------------------------------------- |
| 工藤 みか   | くどう みか     | 2000年10月22日（24歳） | 濃いピンク | 元群青の世界                                                    |
| 望月 愛実   | もちづき えみ   | 2002年1月5日（23歳）   | 水色       | 元usa☆usa少女倶楽部、元DESURABBITS、元パラディーク              |
| 月嶺 はるか | つきみね はるか | 1998年8月3日（27歳）   | 黄色       | 元SAIGO NO BANSAN                                               |
| 月永 凜音   | つきなが りんね | 2001年3月3日（24歳）   | 白色       | 元nanoCUNE、元miao、元Jamsqwhat                                 |
| YUINA       | ゆいな          | ????年2月7日           | 紫色       | 元Cue★Twinkle、元De☆Ful、元EMPiRE、元BiS、元CARRY LOOSE、元WAgg |

## ディスコグラフィ

### シングル
| #   | タイトル     | 発売日        | 収録曲          | 備考             |
| --- | ------------ | ------------- | --------------- | ---------------- |
| 1st | Statice      | 2025年2月18日 | 1. Statice      | 配信リリースのみ |
| 2nd | Magical word | 2025年3月18日 | 1. Magical word | 配信リリースのみ |
| 3rd | Bloom        | 2025年6月23日 | 1. Bloom        | 配信リリースのみ |

### EP
| #   | タイトル | 発売日        | 収録曲                                               | 備考             |
| --- | -------- | ------------- | ---------------------------------------------------- | ---------------- |
| 1st | MIXED UP | 2024年9月13日 | 1. FAKE 2. Moments 3. Flare-up 4. daybreak 5. ALL IN | 配信リリースのみ |
| 2nd | Howling  | 2025年4月27日 | 1. Howling 2. Lies 3. Sparkle 4. Refrain             | 配信リリースのみ |

## 出演

### ラジオ
- アトリエ！山内姉妹 (AuDee、2024年10月17日) - ゲスト出演(望月愛実)
- HAIL 2YOU (愛知北エフエム放送、2024年10月18日) - ゲスト出演
- 安藤笑のスナック安藤 (FM NACK5、2024年12月2日、9日) - ゲスト出演(月嶺はるか、月永凜音)

### 雑誌
- アイドルヴィレッジ2024年12月号 (メタ・ブレーン、2024年11月15日発行) - 表紙、巻頭特集

### その他
- ラグナドール生放送 (Youtube、2024年10月19日) - ゲスト出演(YUINA)